# Kairos
Kairos (græsk, Καιρός, 'det gunstige øjeblik', 'det rette tidspunkt') blev af grækerne opfattet som en gud. Et alter for ham fandtes ved indgangen til løbebanen i Olympia, hvor det i kamplegene netop kom an på at benytte det rette øjeblik. En fremstilling af Kairos skabtes af billedhuggeren Lysippos.
Bevarede relieffer fra den senere oldtid gengiver Kairos som en yngling med vinger på ryg og ankel og med en ragekniv i hånden, på hvis æg en vægtskål balancerer.

## Kairos og chronos
To ord for tid, kairos og chronos, anvendes i Det Nye Testamente:
 "...Det tilkommer ikke jer at kende tider [chronos] eller timer [kairos] som Faderen har fastsat af egen magt. ..." – Apostlenes Gerninger (ApG 1,7)
 "... Se derfor til, hvordan I lever, ikke som uvise, men som vise. Brug det gunstige øjeblik, for dagene er onde. – Paulus om menneskers handlemuligheder i brevet til efeserne, kap.5, v. 15, (Ef 5,15-16):
Søren Kierkegaards "Øjeblikket" som ".. dér, hvor evigheden berører tiden .." er tiden opfattet som kairos.,
| |
| - Yngling med vinger på ryg og ankel - Af Francesco Salviati (1500-tallet) - Af Francesco Salviati |